# Бухолц (Ребел)
Бухолц (њем. Buchholz) општина је у њемачкој савезној држави Мекленбург-Западна Померанија. Једно је од 60 општинских средишта округа Мириц. Према процјени из 2010. у општини је живјело 135 становника. Посједује регионалну шифру (AGS) 13056008.

## Географски и демографски подаци
Бухолц се налази у савезној држави Мекленбург-Западна Померанија у округу Мириц. Општина се налази на надморској висини од 64 метра. Површина општине износи 15,2 km². У самом мјесту је, према процјени из 2010. године, живјело 135 становника. Просјечна густина становништва износи 9 становника/km².